# Campagna sasanide di Alessandro Severo
La campagna sasanide di Alessandro Severo fu un episodio delle guerre romano sasanidi (224-363) che vide l'Impero romano governato dall'imperatore Alessandro Severo (222-235) affrontare il dominio dei Sasanidi, guidati da Ardashir I (224-241): la guerra fu combattuta in un periodo compreso tra il 230 e il 232, originata da un tentativo di espansione sasanide nelle province romane orientali, e si risolse con un ritorno allo status quo ante.

## Contesto storico
Tra il 224 e il 226/227 avvenne un episodio importante, che cambiò le sorti dei rapporti tra Impero romano e Impero persiano: in Oriente l'ultimo imperatore dei Parti, Artabano IV, fu rovesciato dopo essere stato sconfitto in "tre battaglie" e il rivoltoso, Ardashir I, fondò la dinastia sasanide, destinata a essere avversaria orientale dei Romani fino al VII secolo. In particolare, tra il 229 ed il 232 circa, Sasanidi e Romani si scontrarono per la prima volta.
Sul fronte romano, invece, la nuova dinastia dei Severi che regnò sull'Impero romano tra la fine del II e i primi decenni del III secolo (dal 193 al 235, con una breve interruzione durante il regno di Macrino tra il 217 e il 218), e che aveva avuto in Settimio Severo il suo capostipite, si trovava ora nelle mani di un giovane imperatore, Alessandro Severo, che pochi anni dopo sarebbe stato ucciso, rivelandosi l'ultimo discendente. La nuova dinastia era nata sulle ceneri di un lungo periodo di guerre civili, dove si erano affrontati altri tre contendenti oltre a Settimio Severo (Didio Giuliano, Pescennio Nigro e Clodio Albino).

### Casus belli
Il casus belli fu la rivendicazione, da parte dei Sasanidi che si consideravano discendenti dei Persiani, del possesso di tutto l'impero degli Achemenidi, ivi compresi i territori, ora romani, dell'Asia Minore e del Vicino Oriente, fino al mare Egeo.
(Erodiano, Storia dell'impero dopo Marco Aurelio , VI, 2.2-3.)
Secondo il racconto di Erodiano, Alessandro propose ad Ardashir di mantenere lo status quo, ricordandogli le vittorie romane sui Persiani (da Augusto, a Traiano, Lucio Vero, fino a Settimio Severo), ma non ebbe alcun effetto sul sovrano sasanide, il quale poco dopo scese sul campo di battaglia e nel 230, penetrò nella provincia romana di Mesopotamia cercando, senza riuscirvi, di conquistare Nisibis e compiendo diverse incursioni in Siria e Cappadocia.

## Forze in campo

### Sasanidi

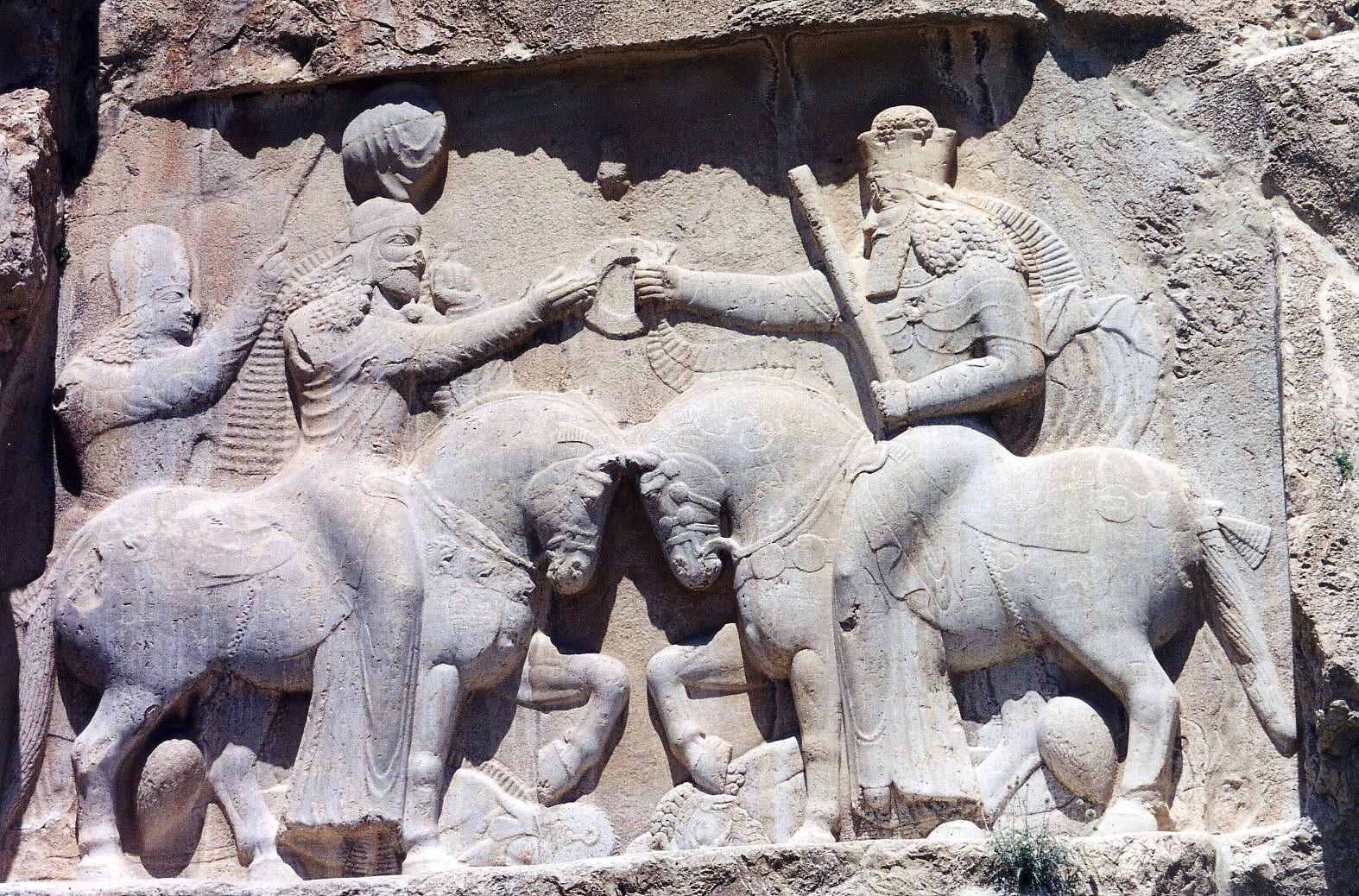
Ardashir I, primo sovrano dei persiani Sasanidi, è incoronato sovrano dal dio Ahura Mazdā, succedendo così alla dinastia dei Parti.

Non conosciamo con precisione quante e quali furono le armate messe in campo da parte dei Sasanidi. Cassio Dione Cocceiano ci racconta che si trattava certamente di una grossa armata, pronta a terrorizzare non solo la provincia romana di Mesopotamia, ma anche quella di Siria, ad ovest dell'Eufrate. Erodiano aggiunge che era pari a quella romana, attorno quindi ai 150 000 armati o forse più. La Historia Augusta parla di un impiego in battaglia di 700 elefanti da guerra, 1 800 carri falcati da guerra e 120 000 cavalieri clibanari.
Ciò che conosciamo di questo esercito è che non era permanente come quello romano, con soldati di professione pagati regolarmente per il loro mestiere. Vi era solo un'eventuale divisione del bottino finale. Ci troviamo piuttosto di fronte ad un sistema simile a quello feudale, dove per ogni campagna era necessario assemblare un esercito di volta in volta, composto da nobili a capo dei loro "clan", sottoposti poi sotto il comando di un principe della casa reale. Non c'erano perciò ufficiali esperti d'armi che prestassero servizio in modo continuo e neppure un sistema di reclutamento durevole, poiché non vi erano unità militari permanenti, sebbene molti fossero i nobili a disposizione dell'esercito sasanide. Per questi motivi, spesso ingaggiavano armate mercenarie. Usavano soprattutto l'arco ed il cavallo in guerra, diversamente dai Romani che prediligevano la fanteria, tanto che i Sasanidi si dice crescessero fin dall'infanzia, cavalcano e tirando con le frecce, vivendo costantemente per la guerra e la caccia.
Vi è da aggiungere però che, a differenza dei Parti arsacidi, cercarono di mantenere sotto le armi per più anni i loro contingenti, nel corso di importanti campagne militari, velocizzando il reclutamento delle loro armate, oltre a meglio assimilare le tecniche di assedio dei loro avversari romani, mai veramente apprese dai loro predecessori.

### Romani
Sappiamo invece che per i Romani le forze messe in capo erano rappresentate dalle legioni e dalle truppe ausiliarie disposte lungo il limes orientale, che purtroppo secondo Cassio Dione Cocceiano, non versavano in uno stato accettabile di preparazione, disciplina e morale, per far fronte a questo nuovo pericolo orientale, tanto da aver messo a morte, in modo sconsiderato, il loro stesso governatore della provincia di Mesopotamia, Flavius Heracleo. Qui sotto l'elenco delle legioni e delle loro rispettive fortezze:
| N. fortezze legionarie del limes orientale | unità legionaria          | località antica    | località moderna | provincia romana       |
| ------------------------------------------ | ------------------------- | ------------------ | ---------------- | ---------------------- |
| 1                                          | Legio XV Apollinaris      | Satala             | Sadagh           | Cappadocia             |
| 2                                          | Legio XII Fulminata       | Melitene           | Melitene         | Cappadocia             |
| 3                                          | Legio III Parthica        | Nisibis            | Nusaybin         | Mesopotamia            |
| 4                                          | Legio I Parthica          | Singara            | Sinjar           | Mesopotamia e Osrhoene |
| 5                                          | Legio IV Scythica         | Zeugma             | Belkis           | Syria Coele            |
| 6                                          | Legio XVI Flavia Firma    | Sura               | Sura             | Syria Coele            |
| 7                                          | vexill. Legio II Parthica | Apamea sull'Oronte |                  | Syria Coele            |
| 8                                          | Legio III Gallica         | Danaba             | Mehin            | Syria Phoenicia        |
| 9                                          | Legio X Fretensis         | Aelia Capitolina   | Gerusalemme      | Syria Palaestina       |
| 10                                         | Legio VI Ferrata          | Caparcotna         | Kfar Otnay       | Syria Palaestina       |
| 11                                         | Legio III Cyrenaica       | Bostra             | Bosra            | Arabia Petraea         |

A queste legioni, già presenti sul fronte orientale, se ne aggiungevano altre provenienti dal Danubio e da altre regioni occidentali come:
- la I Adiutrix, II Adiutrix, II Parthica? (o era già presente sul fronte orientale, ad Apamea), VII Claudia Pia Fidelis, XI Claudia Pia Fidelis, XXX Ulpia Traiana Victrix e forse la IV Italica,[22] formata attorno al 231 da Alessandro Severo;

oltre ad alcune vexillationes provenienti da altri fronti come:
- la I Minervia, II Italica (?), II Traiana (?), III Augusta, III Italica, Legio IV Flavia Felix, Legio V Macedonica, Legio X Gemina, Legio XIII Gemina e XXII Primigenia.[2]

Il totale delle forze messe in campo dall'Impero romano lungo l'intero limes orientale, potrebbe essere stato attorno ai 150 000 armati romani coinvolti o forse più (tra cui 30 000 phalangarii, provenienti da sei legioni), di cui la metà era costituita da legionari, la restante da ausiliari.

## Fasi della guerra
Della campagna sasanide di Alessandro Severo esistono due racconti contrastanti: quello di Erodiano, che non ha remore a mostrare gli errori dell'imperatore romano nella conduzione della guerra e descrive una situazione negativa per i Romani, salvo poi raccontare che i Sasanidi accettarono lo status quo ante bellum; nella Historia Augusta, nel Cesari di Aurelio Vittore, nel Breviario di storia romana di Eutropio o nel Chronicon di S.Girolamo, invece, si racconta della grandiosa vittoria di Alessandro sui nemici.
231L'imperatore Alessandro Severo organizzò allora una nuova spedizione militare contro i Sasanidi, arruolando una nuova legione in Italia, la legio IIII Italica. Erodiano riporta il discorso che Alessandro fece di fronte alle truppe schierate e racconta di come i soldati fossero incoraggiati dalle parole dell'imperatore:
(Erodiano, Storia dell'impero dopo Marco Aurelio , VI, 3.3-7.)
Dopo aver distribuito denaro alle truppe, si recò al Senato per fare un discorso simile e rendere pubbliche le sue intenzioni. Il giorno della partenza per il fronte orientale (forse nella primavera di quest'anno), dopo aver presenziato ai sacrifici di rito, Alessandro lasciò Roma (231), per raggiungere Antiochia di Siria, suo quartier generale.
Dopo essere attraversato l'Illirico, dove raccolse altre numerose truppe, raggiunse verso la fine dell'anno (231) Antiochia di Siria, dove fece addestrare le truppe nelle condizioni ambientali delle province orientali. Fece allora un ultimo tentativo di mediazione, offrendo pace e amicizia ad Ardashir, che però rifiutò. Quest'ultimo, infatti, non solo mandò indietro gli ambasciatori romani a mani vuote, ma inviò a sua volta una delegazione di quattrocento arcieri a cavallo, dall'aspetto imponente e riccamente vestiti con finimenti d'oro, per intimorire i Romani ed invitare Alessandro ad abbandonare tutti i territori fino al Bosforo. Questa provocazione irritò al punto Alessandro, che li fece arrestare, inviandoli in seguito a coltivare terre in Frigia, senza però metterli a morte.

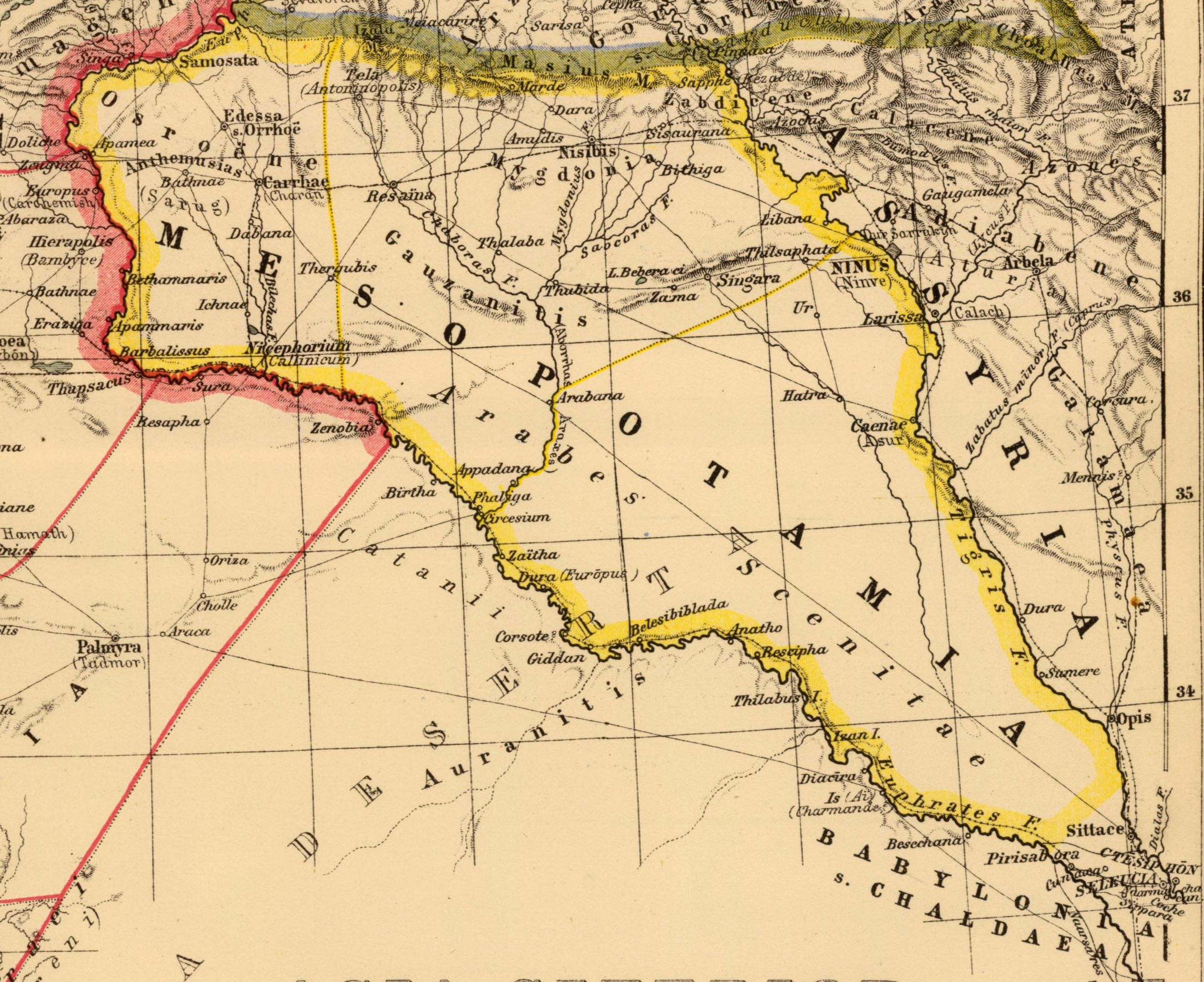
Il teatro delle campagne di Alessandro Severo

232E mentre Alessandro Severo si preparava ad attraversare il Tigri e l'Eufrate, e condurre il suo esercito in territorio sasanide, si verificarono diversi ammutinamenti tra le sue truppe, specialmente tra i soldati provenienti dall'Egitto e quelli di Siria, dove ci fu il tentativo di proclamazione di un nuovo imperatore (un certo Taurino) ed il conseguente scioglimento di un'intera legione (la II Traiana Fortis?), poco dopo riformata. Queste defezioni furono però rapidamente scoperte e represse, anche se ciò indusse l'Imperatore romano a tenere con sé solo le truppe a lui particolarmente fedeli.
Dietro consiglio dei suoi generali, Alessandro divise l'esercito in tre parti, tenendo per sé quella più forte e destinata al centro del fronte d'attacco (che doveva passare probabilmente per Singara come recita un'iscrizione di quest'anno) e che si suppone fosse un "quartier generale" avanzato della spedizione, mentre le altre due avrebbero dovuto marciare ai suoi lati: una più a nord, attraverso il regno "cliente" d'Armenia, fino alla Media; un'altra più a sud, che, passando da Palmira, conducesse a Dura Europos, poi Circesium sull'Eufrate, fino a dove questo fiume quasi "tocca" il corso del vicino Tigri, nei pressi delle due capitali persiane di Ctesifonte e Seleucia al Tigri. L'idea era quella di attaccare i Sasanidi da varie direzioni, sperando di trovare il nemico impreparato a questa particolare strategia, e credendo che il costringere l'esercito sasanide a dividersi, avrebbe determinato un miglior risultato tattico in battaglia per le armate romane:
- l'esercito settentrionale, attraversò l'Armenia con difficoltà a causa delle ripide ed elevate catene montuose che la separavano dalla Media, dove l'armata romana sembra sia riuscita ad ottenere qualche successo, devastando le campagne, bruciando villaggi e portando con sé molto bottino, prima che il re persiano Ardashir I, potesse accorrere con il suo esercito in aiuto dei Medi, non riuscendo pertanto a fermare l'avanzata romana;
- l'esercito meridionale, che Erodiano definisce il "più orientale" (da identificare con quello che percorreva l'Eufrate), era tenuto sotto controllo da parte del re sasanide. Ardashir, credendo che questa strategia avrebbe potuto portare la vittoria ai Romani, decise di lasciare un'armata abbastanza forte da difendere la Media, mentre si decise ad affrontare quello che si spingeva più rapidamente verso Oriente (in direzione di Ctesifonte e Seleucia sul Tigri). Questa armata stava avanzando troppo incautamente, poiché non avendo incontrato alcuna opposizione, riteneva che Alessandro con il suo esercito (il più grande e completo dei tre), avesse già attaccato i Sasanidi nel settore centrale. Ciò induceva a credere che la loro avanzata sarebbe risultata più facile e meno pericolosa, considerando che i Sasanidi erano impegnati soprattutto sul fronte centrale, dal loro stesso Imperatore. Questo errore gli fu fatale;
- l'armata centrale di Alessandro, a causa dell'indecisione del suo princeps nell'avanzare con determinazione, senza volerlo, lasciò che il contingente più meridionale fosse il più esposto a battersi contro l'armata sasanide dello stesso Ardashir, assai più numerosa. La sconfitta romana dell'armata più meridionale fu inevitabile, e sembra con grandi perdite per i Romani, se non con un quasi totale annichilimento della stessa.

Erodiano racconta che la causa dell'indecisione di Alessandro fu la sua paura di mettere in gioco la propria vita o le «paure femminili» di sua madre Giulia Mamea, che lo aveva seguito in Oriente. La notizia della disfatta giunse all'imperatore mentre questi era caduto ammalato, e lo fece disperare. Gli stessi soldati, minati da malattie causate dall'ambiente insalubre e dalla scarsità delle provviste, accusarono l'imperatore di aver causato la distruzione dell'esercito con la sua incapacità a mettere in atto i piani stabiliti. Alessandro ordinò allora che i due gruppi superstiti di truppe tornassero a svernare ad Antiochia, pronto a riprogrammare una nuova campagna per l'anno successivo. Dei due eserciti che fecero ritorno, quello di Alessandro perse numerosi soldati durante il viaggio per malattia, a causa del clima torrido; l'esercito proveniente da nord fu praticamente decimato dalle temperature rigide delle montagne dell'Armenia. Erodiano ritiene che dell'esercito iniziale, ne tornò indietro forse meno della metà, a causa di questi eventi, e ne addossò la colpa all'imperizia dell'imperatore.
232-233 invernoTornato ad Antiochia, Alessandro insieme alle sue due armate, poté con le stesse riprendersi rapidamente, grazie all'aria fresca ed all'acqua buona di questa città, dopo che aveva patito la siccità in Mesopotamia. L'imperatore cercò di consolare i suoi soldati per le sofferenze patite con una nuova distribuzione di denaro, nella convinzione che questo era l'unico modo per poter riconquistare la loro disciplina ed il loro desiderio di rivincita. Erodiano riferisce che anche Ardashir, che aveva sciolto il suo esercito e mandato ogni soldato al suo paese (come consuetudine tra i Sasanidi), pur avendo battuto un esercito romano per la miglior resistenza delle sue truppe al clima torrido di quelle regioni, non si riteneva soddisfatto. Le armate sasanidi risultavano anch'esse stremate dalle numerose scaramucce in Media e dalla battaglia in Partia, dove avevano subito pesanti perdite tra morti e feriti. I Romani non erano stati, perciò, sconfitti in modo eclatante, al contrario avevano causato molti danni al nemico ed avevano perduto nello scontro diretto solo perché erano in netta inferiorità numerica, mentre la Historia Augusta, parla addirittura di vittoria romana e di un meritato trionfo per Alessandro. Da ultimo ancora Erodiano sintetizza così la campagna militare di Alessandro ed Ardashir:
(Erodiano, Storia dell'impero dopo Marco Aurelio , VI, 6.6.)
Vi è da aggiungere che, mentre Alessandro stava radunando un nuovo esercito e si stava preparando a marciare contro il Persiani per la primavera del 233 (considerando che difficilmente sarebbe riuscito a radunare un'armata tanto numerosa negli anni successivi, qualora avesse deciso di rinunciare ad una nuova campagna militare contro i Sasanidi), l'improvvisa notizia di nuove invasioni dei barbari del nord (Alemanni), lungo il fronte renano e danubiano lo costrinsero a sospendere definitivamente i preparativi per una nuova campagna contro Ardashir.

## Conseguenze
Gli scontri tra Romani e Sasanidi, però, avevano indebolito enormemente anche l'esercito di Ardashir, che ne ordinò lo scioglimento per la pausa invernale tra il 232 e il 233. La notizia raggiunse Alessandro, la cui salute era migliorata ad Antiochia, dopo che aveva tentato di riottenere il favore dei propri uomini con un donativo e mentre stava preparando il prosieguo della campagna. Sebbene fosse convinto che il pericolo fosse terminato, Alessandro decise di porre fine alle ostilità in Oriente anche per l'arrivo della notizia che gli Alemanni avevano sfondato il limes di Reno e Danubio e si apprestavano a saccheggiare in forze, campi e città. La morte poi del giovane imperatore per mano di un suo generale, Massimino il Trace (nel 235), e la successiva anarchia militare in cui per circa un cinquantennio versò l'Impero romano, determinarono non pochi vantaggi a favore del nascente Impero sasanide, che non si lasciò sfuggire l'occasione di sorprendenti rivincite, fino ad occupare la stessa Antiochia di Siria nel 252 e nel 260.